# Риверхед (насеље, Њујорк)
Риверхед (енгл. Riverhead) насељено је место без административног статуса у америчкој савезној држави Њујорк.

## Демографија
По попису из 2010. године број становника је 13.299, што је 2.786 (26,5%) становника више него 2000. године.
| Група             | 2000.         | 2010.         |
| Белци             | 6.742 (64,1%) | 7.325 (55,1%) |
| Афроамериканци    | 2.504 (23,8%) | 2.097 (15,8%) |
| Азијати           | 119 (1,1%)    | 226 (1,7%)    |
| Хиспаноамериканци | 949 (9,0%)    | 3.369 (25,3%) |
| Укупно            | 10.513        | 13.299        |